# Jižní expres
Jižní expres je souhrnné označení dálkových vlakových spojů na lince Ex7 v trase Praha hlavní nádraží – České Budějovice (– Linz Hbf / Český Krumlov). V jízdním řádu 2024/2025 je takto označeno celkem 22 vlaků.

## Historie

### Zavedení expresů
S jízdním řádem 2016/2017 začaly na čtvrtém koridoru jezdit expresní vlaky Českých drah. Čtyři páry expresů z Prahy do Lince pod čísly 1540–1547 nahradily do té doby provozované mezinárodní rychlíky. K nim se nově přidaly expresy s konečnou stanicí v Českých Budějovicích, které rozšířily nabídku vlaků na jih republiky. Novinkou bylo také přímé spojení Prahy s Českým Krumlovem, kam začal jezdit jeden pár vlaků denně. Celkem tak na této trati bylo v provozu 18 expresních spojů:
| Druh a číslo | Jméno              | Trasa                                                                      |
| ------------ | ------------------ | -------------------------------------------------------------------------- |
| Ex 530       | –                  | České Budějovice – Tábor – Praha hl. n.                                    |
| Ex 531       | Josef Seidel       | Praha hl. n. – Tábor – České Budějovice – Český Krumlov                    |
| Ex 532       | Josef Seidel       | Český Krumlov – České Budějovice – Tábor – Praha hl. n. – Praha-Holešovice |
| Ex 533       | –                  | Praha-Holešovice – Praha hl. n. – Tábor – České Budějovice                 |
| Ex 534       | –                  | České Budějovice – Tábor – Praha hl. n. – Praha-Holešovice                 |
| Ex 535       | –                  | Praha hl. n. – Tábor – České Budějovice                                    |
| Ex 536       | –                  | České Budějovice – Tábor – Praha hl. n. – Praha-Holešovice                 |
| Ex 537       | Budvar             | Praha-Holešovice – Praha hl. n. – Tábor – České Budějovice                 |
| Ex 538       | –                  | České Budějovice – Tábor – Praha hl. n. – Praha-Holešovice                 |
| Ex 539       | –                  | Praha hl. n. – Tábor – České Budějovice                                    |
| Ex 1540      | F. A. Gerstner     | Linz Hbf – České Budějovice – Tábor – Praha hl. n. – Praha-Holešovice      |
| Ex 1541      | F. A. Gerstner     | Praha-Holešovice – Praha hl. n. – Tábor – České Budějovice – Linz Hbf      |
| Ex 1542      | Anton Bruckner     | Linz Hbf – České Budějovice – Tábor – Praha hl. n. – Praha-Holešovice      |
| Ex 1543      | Anton Bruckner     | Praha-Holešovice – Praha hl. n. – Tábor – České Budějovice – Linz Hbf      |
| Ex 1544      | Matthias Schönerer | Linz Hbf – České Budějovice – Tábor – Praha hl. n.                         |
| Ex 1545      | Matthias Schönerer | Praha-Holešovice – Praha hl. n. – Tábor – České Budějovice – Linz Hbf      |
| Ex 1546      | Váša Příhoda       | Linz Hbf – České Budějovice – Tábor – Praha hl. n.                         |
| Ex 1547      | Váša Příhoda       | Praha-Holešovice – Praha hl. n. – Tábor – České Budějovice – Linz Hbf      |

Jednalo se o historicky nejrychlejší spojení jihočeské metropole s hlavním městem, vlaky byly schopny poprvé trasu urazit za kratší čas než 2 hodiny. To bylo umožněno především rozsáhlou rekonstrukcí celé trati v předchozích (i následujících) letech.

### Název Jižní expres
Historie názvu Jižní expres se začala psát 10. prosince 2017, kdy začal platit jízdní řád 2017/2018. V něm došlo ke sjednocení jmen vlakových spojů celkem na čtyřech linkách a jednou z nich byla vedle linek Ex3 (Metropolitan), R18 (Slovácký expres) a Ex6 (Západní expres) právě linka Ex7. Následující dva roky byl provoz zachován ve stejném rozsahu. Vzhledem k vysoké popularitě, na které vlakové spoje nabraly, je České dráhy několikrát posílily a vylepšily bistrovozy. Navyšování kapacity jednotlivých spojů ovšem mělo své limity, protože bylo zapotřebí, aby se vlaky vešly k nástupišti v Linci. Z toho důvodu mohly dráhy nasadit maximálně pět posilových vozů.
Ke konci roku 2019 došlo k navýšení počtu spojů z dřívějších osmi párů na jedenáct, respektive dvanáct. Tři nové páry vlaků ovšem nepokračují do Rakouska, kam zůstaly zachovány čtyři páry expresů (nově očíslovány 330–337), ale končí jízdu v Českých Budějovicích.

### Omezení během pandemie covidu-19
Do vysoké popularity Jižního expresu však zasáhla pandemie covidu-19. Nejprve došlo k zákazu osobní přepravy do zahraničí. Od 14. března 2020 tak vlaky končily jízdu ve stanici Rybník. Vzhledem k celostátnímu lockdownu vlaky využívalo minimum cestujících, i proto byly od 21. března dočasně zrušeny. Od 15. května začaly jezdit dva páry Jižních expresů, k plnému obnovení provozu pak došlo 14. června. Vývoj pandemie v následujících měsících se na provozu Jižních expresů rovněž podepsal. Vlaky tak byly i nadále dočasně rušeny či jinak omezovány.

### Další vývoj
Velký zlom v kvalitě služeb nastal ke konci roku 2020. Od té doby jezdí vlaky do Rakouska v kategorii EC a vybrané vnitrostátní spoje jako IC, do níž byly o rok později zařazeny všechny zbývající expresy. Od prosince 2022 byly všechny Jižní expresy zkráceny o úsek Praha-Holešovice – Praha hlavní nádraží. Zprovozněním dvou přeložek na trati došlo ke zkrácení jízdních dob Praha hlavní nádraží – Tábor až na 59 minut a Praha hlavní nádraží – České Budějovice na hodinu a 40 minut.

## Současnost
V době platnosti jízdního řádu pro rok 2025 jezdí v běžném stavu celkem 22 spojů (11 párů) pojmenovaných Jižní expres, z toho 8 spojů (4 páry) EC a 14 spojů (7 párů) IC. Po stejné trase jezdí ještě jeden pár vlaků IC s názvem Budvar, kterému byl název zachován i po hromadném sjednocování názvů v minulých letech.
| Druh a číslo | Trasa                                                   |
| ------------ | ------------------------------------------------------- |
| EC 331       | Praha hl. n. – Tábor – České Budějovice – Linz Hbf      |
| EC 333       | Praha hl. n. – Tábor – České Budějovice – Linz Hbf      |
| EC 335       | Praha hl. n. – Tábor – České Budějovice – Linz Hbf      |
| EC 337       | Praha hl. n. – Tábor – České Budějovice – Linz Hbf      |
| IC 531       | Praha hl. n. – Tábor – České Budějovice                 |
| IC 533       | Praha hl. n. – Tábor – České Budějovice – Český Krumlov |
| IC 535       | Praha hl. n. – Tábor – České Budějovice                 |
| IC 537       | Praha hl. n. – Tábor – České Budějovice                 |
| IC 539       | Praha hl. n. – Tábor – České Budějovice                 |
| IC 543       | Praha hl. n. – Tábor – České Budějovice                 |
| IC 545       | Praha hl. n. – Tábor – České Budějovice                 |

| Druh a číslo | Trasa                                                   |
| ------------ | ------------------------------------------------------- |
| EC 330       | Linz Hbf – České Budějovice – Tábor – Praha hl. n.      |
| EC 332       | Linz Hbf – České Budějovice – Tábor – Praha hl. n.      |
| EC 334       | Linz Hbf – České Budějovice – Tábor – Praha hl. n.      |
| EC 336       | Linz Hbf – České Budějovice – Tábor – Praha hl. n.      |
| IC 530       | České Budějovice – Tábor – Praha hl. n.                 |
| IC 532       | České Budějovice – Tábor – Praha hl. n.                 |
| IC 534       | Český Krumlov – České Budějovice – Tábor – Praha hl. n. |
| IC 536       | České Budějovice – Tábor – Praha hl. n.                 |
| IC 538       | České Budějovice – Tábor – Praha hl. n.                 |
| IC 542       | České Budějovice – Tábor – Praha hl. n.                 |
| IC 544       | České Budějovice – Tábor – Praha hl. n.                 |